# Microplana
Microplana es un género de platelmintos tricládidos perteneciente a la familia Geoplanidae. Se distribuyen por Europa y África.

## Especies
Se reconocen las siguientes especies:

- Microplana aberana (Mell, 1904)
- Microplana aixandrei Vila-Farré, Mateos, Sluys & Romero, 2008
- Microplana astricta Sluys, Álvarez-Presas & Mateos, 2017
- Microplana atropurpurea (von Graff, 1899)
- Microplana attemsi (Bendl, 1909)
- Microplana cephalofusca Sluys, Álvarez-Presas & Mateos, 2017
- Microplana ceylonica (von Graff, 1899)
- Microplana cherangani (de Beauchamp, 1936)
- Microplana cingulata Álvarez-Presas, Sluys & Mateos, 2017
- Microplana costaricensis (de Beauchamp, 1913)
- Microplana fuscomaculosa Sluys, Mateos & Álvarez-Presas, 2017
- Microplana gadesensis Vila-Farré, Mateos, Sluys & Romero, 2008
- Microplana giustii Minelli, 1976
- Microplana graffi (Geba, 1909)
- Microplana grazalemica Vila-Farré, Mateos, Sluys & Romero, 2008
- Microplana groga Jones, Webster, Littlewood & McDonald, 2008
- Microplana haitiensis Prudhoe, 1949
- Microplana harea Marcus, 1953
- Microplana henrici (Bendl, 1908)
- Microplana howesi (Scharff, 1900)
- Microplana humicola Vejdovsky, 1889
- Microplana hyalina Vila-Farré & Sluys, 2011
- Microplana indica (Chaurasia, 1985)
- Microplana kwiskea Jones, Webster, Littlewood & McDonald, 2008
- Microplana lutulenta Álvarez-Presas, Sluys & Mateos, 2017
- Microplana mediostriata (Geba, 1909)
- Microplana monacensis (Heinzel, 1929)
- Microplana montoyai (Fuhrmann, 1914)
- Microplana nana Mateos, Giribet & Carranza, 1998
- Microplana natalensis (Jameson, 1907)
- Microplana nervosa Sluys, Mateos & Álvarez-Presas, 2017
- Microplana neumanni (Mell, 1904)
- Microplana peneckei (Meixner, 1921)
- Microplana perereca Marcus & Du Bois-Reymond Marcus, 1959
- Microplana plurioculata Sluys, Mateos & Álvarez-Presas, 2016
- Microplana polyopsis Sluys, Álvarez-Presas & Mateos, 2016
- Microplana purpurea (Bendl, 1908)
- Microplana robusta Vila-Farré & Sluys, 2011
- Microplana rufocephalata Hyman, 1954
- Microplana scharffi (Graff, 1896)
- Microplana sparsa Sluys, Mateos & Álvarez-Presas, 2017
- Microplana termitophaga Jones, Darlington & Newson, 1990
- Microplana terrestris (Müller, 1774)
- Microplana thwaitesii (Moseley, 1875)
- Microplana trifuscolineata (Kaburaki, 1920)
- Microplana tristriata (Geba, 1909)
- Microplana uniductus (de Beauchamp, 1930)
- Microplana unilineata (Frieb, 1923)
- Microplana viridis (Jameson, 1907)
- Microplana voeltzkowi (von Graff, 1899)
- Microplana yaravi du Bois-Reymond Marcus, 1957